# Iah (ägyptische Mythologie)
Iah (auch Yah, Jah, Jah(w), Joh oder Aah) und in Verschmelzung mit Thot zu Iah-Thot, ist ein altägyptischer Mondgott.

## Geschichtliche Entwicklung

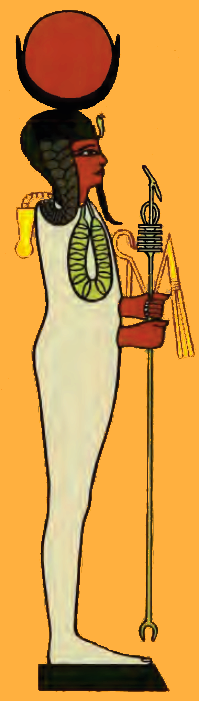
Iah

Der Name Iah war ursprünglich die bloße, altägyptische Bezeichnung für den Mond als Himmelskörper. Erst gegen Mitte des Alten Reiches wurde er zur eigenständigen Gottheit erhoben. Iah war anfänglich eine unabhängige, eher unscheinbare Mondgottheit und wurde erstmals in den Pyramidentexten der 6. Dynastie erwähnt. Ab dem Neuen Reich ging er fast vollständig im Gott Chons auf. Hierbei wird Iah einerseits als erwachsene Gestalt von Chons, andererseits als eigenständiger Gott betrachtet. In den Pyramidentexten verkündet der verstorbene König, dass der Mond (Iah) sein „Bruder“ (Text 1001) und sein „Vater“ (Text 1104) sei.
Im Neuen Reich haben Chons und Thot weitgehend die dominierende Rolle als Mondgottheiten übernommen, wobei Iah als „Mond des Thot“ galt und mythologisch als Iah des Thot im Auftrag des Sonnengottes Re entstand: „Re ließ Thot die zwei Himmel umfassen“. Im thebanischen Raum bleibt dagegen die favorisierte Form als Iah erhalten. Der Synkretismus zwischen den beiden Göttern ist jedoch relativ gering.
Eine besondere Rolle spielte der Gott bei den Ahmosiden am Ende der 17. Dynastie. Dort trat der Gott besonders häufig in Personennamen wie Ahhotep („Iah ist zufrieden“) oder Ahmose („Iah ist geboren“) auf, darunter auch bei König Ahmose und seiner Gemahlin Ahmose Nefertari.
In späteren Dynastien wird Iah auf Amuletten und anderen Darstellungen mit dem Motiv als stehender Mann verehrt. Er ist ähnlich wie Chons gekleidet und mit gleichen Mondsymbolen ausgestattet. Zusätzlich wird Iah häufig mit einer Atef-Krone und einer weiteren Scheibe bekrönt dargestellt. Statt der Seitenlocke des Chons trägt Iah zum göttlichen Bart eine dreiteilige Perücke und hält einen hohen Stab in der Hand.